# Будинок-музей О. С. Пушкіна в Кишиневі
Будинок-музей О. С. Пушкіна в Кишиневі — літературний музей у колишньому заїжджому будинку купця І. М. Наумова по вулиці Антонівський, 19 (зараз вулиця Антон Панн, 19), де О. С. Пушкін мешкав із 21 вересня до середини 1820 року. Експонати музею висвітлюють життя та творчість поета в той час, коли він бував на території сучасної Молдови (з 21 вересня 1820 року по початок липня 1823 року).

## Історія
Постанову про створення в Кишиневі будинку-музею О. С. Пушкіна було ухвалено урядом Молдавської РСР 31 травня 1946 року. Відкриття музею відбулося 10 лютого 1948 року. Першим його директором став Б. О. Трубецькой (1909—1998).
У 1985 році музею було передано прилеглі до нього будівлі другої половини ХІХ століття. Після проведення реставраційних робіт у 1987 році тут було створено цілий музейний комплекс, що включає меморіальний будинок Пушкіна та сквер, де розташований пам'ятник поетові роботи М. К. Анікушина, а також будівлі літературної експозиції та так званої Пушкінської аудиторії для розміщення фондосховища та бібліотеки. У ході реставрації було відтворено передбачуваний зовнішній вигляд та внутрішнє оздоблення колишнього заїжджого будинку Наумова. Того ж року було відкрито виставку з фондів музею «Пушкін та його епоха».
1999 року, до 200-річчя від дня народження О. С. Пушкіна, вперше в історії музею було відкрито повноцінну (засновану на справжніх матеріалах) експозицію «Твоей молвой наполнен сей предел…», присвячена трирічному перебування О. С. Пушкіна у Молдові. У її основі — справжні гравюри, живопис, предмети декоративно-ужиткового мистецтва та побуту пушкінського часу. Широко представлені прижиттєві видання творів поета та відтворення його автографів. Музей регулярно організовує експонування фондових виставок".

## Філія
10 жовтня 1964 року було відкрито філію музею в селі Долна Страшенського району, розташовану в колишній садибі молдавського боярина Замфіра Ралі. Експозиція включає історико-побутовий та літературно-історичний розділи та розповідає про сімейство Ралі, про відвідини О. С. Пушкіним села Долна влітку 1821 року та про створення поеми «Цигани». На території садиби встановлено пам'ятник поетові роботи скульптора О. Комова (копія цього монумента перебуває в столиці Іспанії, в Мадриді). Щорічно у день народження поета тут проводяться республіканські свята пушкінської поезії.

## Фільми
- «Пушкін у Молдавії. Остання дуель» Архівовано січень 26, 2020 на сайті Wayback Machine. Документально-художній фільм про бесарабське посилання А. З. Пушкіна.
- «…І буде мило мені його спогад» Архівовано січень 26, 2020 на сайті Wayback Machine. Фільм розповідає про створення будинку-музею А. З. Пушкіна в Кишиневі та знайомить із молдавськими пушкіністами.